# Antegibbaeum fissoides
Antegibbaeum fissoides ist die einzige Pflanzenart der monotypischen Gattung Antegibbaeum aus der Familie der Mittagsblumengewächse (Aizoaceae). Der botanische Name der Gattung leitet sich vom lateinischen Wort „ante“ für „davor“ und dem Gattungsnamen Gibbaeum ab, da man annahm, dass die Pflanzen ein evolutionärer Vorgänger der Gattung Gibbaeum sind. Das Epitheton der Art verweist auf die Ähnlichkeit mit der Art Argyroderma fissum. Die griechische Endung „-oides“ bedeutet „ähneln“.

## Beschreibung
Antegibbaeum fissoides wächst kompakt mit ungleichen, aufrechten bis etwas ausgebreiteten Laubblättern. Die Blätter sind an der Oberseite flach, an der Unterseite gerundet und an der Spitze manchmal gekielt. Die xeromorphe äußere Wand der Epidermis enthält Kristallsand. Sie ist mit einer durchgehenden Wachsschicht bedeckt, die später in Plättchen aufbricht und daher runzelig wirkt.
Die einzelnen Blüten erreichen Durchmesser von bis zu 50 Millimetern. Es sind sechs Kelchblätter vorhanden. Die 20 bis 50 Kronblätter sind dunkel purpurfarben, die 50 bis 170 Staubblätter sind weiß. Das Nektarium ist als Ring ausgebildet.
Die Pflanzen blühen in ihrer Heimat von August bis September. Die Blüten öffnen sich am Mittag uns schließen sich am Abend wieder.
Die sechsfächrige Kapselfrucht besitzt einen Durchmesser von etwa 12 Millimetern sowie eine Höhe von 14 Millimetern. Die gestachelten Samen sind 0,7 bis 1,7 Millimeter lang und 0,55 bis 1,2 Millimeter dick.

## Systematik, Chromosomenzahl und Verbreitung
Antegibbaeum fissoides in der südafrikanischen Provinz Westkap in der Kleinen Karoo zwischen den Städten Ladismith, Laingsburg, Montagu und Swellendam verbreitet. Die Pflanzen wachsen auf Quarzsteinfeldern. Die jährliche Niederschlagsmenge beträgt etwa 200 Millimeter, wobei der meiste Niederschlag in den Monaten März und November fällt.
Die Chromosomenzahl ist {\displaystyle 2n=18}.
Die Erstbeschreibung als Mesembryanthemum fissoides erfolgte 1795 durch Adrian Hardy Haworth. Gert Cornelius Nel ordnete die Art 1953 als Gibbaeum fissoides in die Gattung Gibbaeum ein. Claude Weber stellte 1968 schließlich die monotypische Gattung Antegibbaeum auf.

## Nachweise